# على مدار العام
على مدار العام All the Year Round كانت مجلة أدبية أسبوعية بريطانية، أسسها الأديب الإنجليزي تشارلز ديكنز. كانت تصدر من عام 1859 حتى عام 1895 في جميع أنحاء المملكة المتحدة.
بدأ يحررها تشارلز ديكنز بعدما ترك مجلته السابقة «كلمات منزلية» Household Words بسبب خلافات مع الناشر. نشرت فيها عدة روايات مشهورة مسلسلة منها روايته «قصة مدينتين». بعد وفاة ديكنز انتقلت مملكيتها وتحريرها إلى ابنه الأكبر تشارلز ديكنز الابن.
قصة إصدار ديكنز للمجلة ترجع إلى عام 1858 حيث خلاف بينه وبين ناشر المجلة التي كانت يصدرها «كلمات منزلية» بسبب شيء تافه. فقرر ديكنز ان تكون له مجلته الخاصة يتصرف فيها كيفما شاء.
وكما اختار اسم المجلة السابقة «كلمات منزلية» من كلمات مسرحيات شكسبير، اختار اسم تلك المجلة من مسرحية عطيل.